# بن برينغل
بن برينغل (بالإنجليزية: Ben Pringle)‏ (27 مايو 1989 بنيوكاسل أبون تاين في المملكة المتحدة - ) هو لاعب كرة قدم بريطاني في مركز الوسط في نادي بريسشن الإماراتي. لعب مع إيبسويتش تاون وديربي كاونتي ونادي روذرهام يونايتد ونادي فولهام ووست بروميتش ألبيون وإيكستون تاون ‏ ونيوكاسل بلوستار ‏ ونادي توركي يونايتد وMorpeth Town A.F.C. ‏ و نادي فليتوود يونايتد و نادي بريسشن.

## وصلات خارجية
- بن برينغل على موقع قاعدة بيانات كرة القدم.إي يو (الإنجليزية)
- بن برينغل على موقع Soccerbase.com (لاعب) (الإنجليزية)
- بن برينغل على موقع Soccerway.com (الإنجليزية)